# Salías
Salías es un lugar de la parroquia de Piñera, concejo de Castropol, en la comarca del Eo-Navia, Principado de Asturias, España.